# داندي (ميشيغان)
داندي (بالإنجليزية: Dundee, Michigan)‏ هي منطقة سكنية تقع في الولايات المتحدة في مقاطعة مونرو (ميشيغان). يقدر عدد سكانها بـ 3,957 نسمة ومساحتها 15.75 كم2 وترتفع عن سطح البحر 203 متر.

## التركيبة السكانية
قام مكتب تعداد الولايات المتحدة بتحديد بيانات التركيبة السكانية لداندي في تعداد الولايات المتحدة. في ما يلي، التركيبة السكانية حسب تعدادي 2000 و2010.

### تعداد عام 2000
بلغ عدد سكان داندي 3,522 نسمة بحسب تعداد عام 2000، وبلغ عدد الأسر 1,389 أسرة وعدد العائلات 913 عائلة مقيمة في القرية.
وتوزع التركيب العرقي للقرية بنسبة 96.91% من البيض و 0.40% من الأمريكيين الأصليين و 0.40% من الأمريكيين ذوي الأصول الآسيوية و 0.65% من الأمريكيين الأفارقة و 1.42% من عرقين مختلطين أو أكثر.
بلغ عدد الأسر 1,389 أسرة كانت نسبة 35.3% منها لديها أطفال تحت سن الثامنة عشر تعيش معهم، وبلغت نسبة الأزواج القاطنين مع بعضهم البعض 47.6% من أصل المجموع الكلي للأسر، ونسبة 12.7% من الأسر كان لديها معيلات من الإناث دون وجود شريك، وكانت نسبة 34.2% من غير العائلات. تألفت نسبة 28.5% من أصل جميع الأسر من أفراد ونسبة 11.4% كانوا يعيش معهم شخص وحيد يبلغ من العمر 65 عاماً فما فوق. وبلغ متوسط حجم الأسرة المعيشية 3.10، أما متوسط حجم العائلات فبلغ 2.53.
بلغ العمر الوسطي للسكان 31 عاماً. وكانت نسبة 28.9% من القاطنين تحت سن الثامنة عشر، وكانت نسبة 10.9% بين الثامنة عشر والأربعة وعشرون عاماً، ونسبة 32.2% كانت واقعةً في الفئة العمرية ما بين الخامسة والعشرون حتى والأربعة وأربعون عاماً، ونسبة 17.7% كانت ما بين الخامسة والأربعون حتى الرابعة والستون، ونسبة 10.2% كانت ضمن فئة الخامسة والستون عاماً فما فوق. يوجد لكل 100 أنثى 93.6 ذكر، ويوجد لكل 100 أنثى في الثامنة عشر من عمرها فما فوق 90.8 ذكر.
بلغ متوسط دخل الأسرة في القرية 41,563 دولار، أما متوسط دخل العائلة فبلغ 49,479 دولار. وكان متوسط دخل الذكور 40,612 دولار مقابل 24,908 دولار للإناث. وسجل دخل الفرد الخاص بالقرية 18,389 دولار. وكانت نسبة 5.5% من العائلات ونسبة 9.0% من السكان تحت خط الفقر، وكان من هؤلاء نسبة 11.0% تحت سن الثامنة عشر ونسبة 2.6% في الخامسة والستين من العمر وما فوق.

### تعداد عام 2010
بلغ عدد سكان داندي 3,957 نسمة بحسب تعداد عام 2010، وبلغ عدد الأسر 1,539 أسرة وعدد العائلات 1,035 عائلة مقيمة في القرية. في حين سجلت الكثافة السكانية 655.1 نسمة لكل ميل مربع (252.9/كم2). وبلغ عدد الوحدات السكنية 1,742 وحدة بمتوسط كثافة قدره 288.4 لكل ميل مربع (111.4/كم2).
وتوزع التركيب العرقي للقرية بنسبة 96.5% من البيض و 0.4% من الأمريكيين الأصليين و 0.5% من الأمريكيين ذوي الأصول الآسيوية و 0.9% من الأمريكيين الأفارقة و 1.2% من عرقين مختلطين أو أكثر.
بلغ عدد الأسر 1,539 أسرة كانت نسبة 36.5% منها لديها أطفال تحت سن الثامنة عشر تعيش معهم، وبلغت نسبة الأزواج القاطنين مع بعضهم البعض 50.5% من أصل المجموع الكلي للأسر، ونسبة 12.7% من الأسر كان لديها معيلات من الإناث دون وجود شريك، بينما كانت نسبة 4.0% من الأسر لديها معيلون من الذكور دون وجود شريكة وكانت نسبة 32.7% من غير العائلات. تألفت نسبة 27.5% من أصل جميع الأسر من أفراد ونسبة 11.1% كانوا يعيش معهم شخص وحيد يبلغ من العمر 65 عاماً فما فوق. وبلغ متوسط حجم الأسرة المعيشية 3.14، أما متوسط حجم العائلات فبلغ 2.55.
بلغ العمر الوسطي للسكان 34.3 عاماً. وكانت نسبة 27% من القاطنين تحت سن الثامنة عشر، وكانت نسبة 8% بين الثامنة عشر والأربعة وعشرون عاماً، ونسبة 30.1% كانت واقعةً في الفئة العمرية ما بين الخامسة والعشرون حتى والأربعة وأربعون عاماً، ونسبة 23.9% كانت ما بين الخامسة والأربعون حتى الرابعة والستون، ونسبة 11.2% كانت ضمن فئة الخامسة والستون عاماً فما فوق. وتوزع التركيب الجنسي للسكان بنسبة 48.1% ذكور و51.9% إناث.